# Solidificare
Solidificarea este fenomenul de trecere a unei substanțe din stare lichidă în stare solidă, prin răcire sub o anumită temperatură, caracteristică fiecărei substanțe. Transformarea de fază are loc prin solidificarea lichidului sau conținutului lichid al unei substanțe, de obicei prin răcire.

## Legile solidificării
- La presiune constantă pe toată durata solidificării temperatura rămâne constantă.
- Temperatura la care se solidifică o substanță se numește temperatură de solidificare, ea fiind o caracteristică a fiecărei substanțe.
- Temperatura de topire coincide cu cea de solidificare. Există și excepții: agarul se topește la 85oC și se solidifică între 32 și 40oC.[2]
- În timpul solidificării volumul se schimbă.
- Masa unui corp nu se modifică în timpul solidificării.

## Cristalizare
Multe lichide se solidifică prin cristalizare -formarea unui solid cristalin dintr-un lichid uniform. Prin reducerea temperaturii, energia cinetică a particulelor componente ale lichidului se micșorează și sub acțiunea formelor de interacțiune dintre particule acestea se aranjează astfel încât rezultă rețele de cristalizare, în nodurile rețelei existând atomi sau molecule caracterizate prin niveluri energetice mai reduse decât în starea lichidă. Cristalizarea constă din două evenimente majore: nucleație și creșterea cristalelor. Nucleația este primul pas în formarea unei noi faze termodinamice, când moleculele încep să se adune în clusteri la scală nanometrică, aranjându-se într-un mod definit și periodic, care definește structura cristalină. Creșterea cristalelor constituie o creștere ulterioară a nucleelor care duce la obținerea dimensiunii critice a clusterilor.

## Procesul de solidificare
Procesul de solidificare are loc cu cedarea unei cantități de căldură spre mediul ambiant - căldura latentă de solidificare, care depinde cantitativ de temperatură. Temperatura transformării de fază la solidificare crește cu presiunea.
În timpul procesului de solidificare, pentru substanțele care cristalizează în fază solidă temperatura rămâne constantă din momentul sporirii germenilor noii faze (cristalele) până la solidificarea completă. Din punct de vedere al termodinamicii statistice, fenomenul transformării de fază lichid→solid este explicat prin teoria fluctuației; germenii fazei noi apăruți ca urmare a fluctuațiilor devin stabili în momentul când potențialul  termodinamic al noii faze este mai redus decât al fazei vechi. Pentru unele substanțe, de regulă amestecuri de substanțe organice cu componenți chimici apropiați ca structură, la răcire germenii își măresc treptat viscozitatea, încât rigiditatea acestora crește treptat și trec în stare solidă (rigidă), fără a cristaliza, trecând în stare amorfă (de exemplu sticla). Această categorie de substanțe nu are o temperatură de solidificare determinată, trecerea din starea de lichid în starea de solid fiind însoțită de o variație continuă a  temperaturii. Temperatura de solidificare a substanțelor care, de regulă, cristalizează poate fi redusă prin dizolvarea de săruri în nisip.

## Solidificarea apei
În stare solidă, particulele din care este constituită apa sunt strâns unite între ele, prin forțe de atracție puternice, fiind imobilizate în poziții fixe unele față de altele, într-un aranjament compact. Distanțele dintre particule sunt mici, acestea nu se pot deplasa liber, pot însa să oscileze în jurul unei poziții fixe. Particulele care intră în structura apei în stare solidă (gheața) sunt aranjate, în marea majoritate a cazurilor, într-o anumită ordine. Substanțele care prezintă această aranjare ordonată a particulelor se numesc cristaline.